# Daraai csata
A Daraai csata ("Déli Vihar hadművelet" vagy "Aasefat al-Janoub") a felkelők egyik akciója volt a szíriai polgárháború idején Daraa kormányzóságban. A megmozdulást a Szabad Szír Hadsereg Déli Frontja vezette. és részt vett benne a Hódító Hadsereg déli szárnya is, melynek része az al-Káidához kapcsolódó al-Nuszra Front és az Ahrar al-Sham is tartozik. A másik oldalon a Daraát és a környező városokat védelmező Szír Hadsereg állt.

## A csata
A második idlibi csatához hasonlóan most is a támadás előtti napon evakuálták a kormányzati szerveket a városból, a Déli Front parancsnokai pedig a Damaszkuszt Daraával összekötő autópályát zárt katonai területté minősítették.
A Szabad Szír Hadsereg által megszervezett és egy magas központi irányítási területet is magában foglaló offenzíva akkor kezdődött, mikor korán reggel 54 másik felkelő csoporttal közösen megrohamozták Daraa Balad és Manasher kerületét. A felkelők  Ghazleh városát is megtámadták. A Szír Hadsereg erre válaszul 60 csőbombát dobtak le a felkelők állásaira. A lázadók tovább haladtak Daraa felé, és a nemzeti kórház valamint a légvédelmi hírszerzési szolgálat központja közelében elfoglaltak öt ellenőrző pontot.  Később azonban Daraa Balad és Manasheer kerületei környékére visszaszorították őket. Sikeresen visszaverték a felkelők táadásait a Daraát Damaszkusszal összekötő útvonalon is.
Június 26-án egy bombázásban megölték az Al-Dzsazíra hírtelevízió egyik 19 éves riporterét, Mohammed al-Asfart. Itt az ellenzéki aktivisták azt állították, a felkelők további területeket szereztek meg, elfoglalták az Állambiztonság központját és a Légi Információszerzés irodáit is. Ekkor már közel 85%-át ellenőrizték a városnak. Két nappal később a kormánypárti Al-Masdar News elismerte, hogy a felkelők tényleg elértek bizonyos sikereket a várostól északra fekvő ‘Itman környékén, de hozzátette, hogy ezeket később sikerült tőlük visszafoglalni. Ezután a felkelők médiájánál is dolgozó egyik parancsnok megerősítette, hogy ez a média felnagyította az ellenzék sikereit. Szerinte a bejelentések – mint például az, hogy Daraa nagy részét elfoglalták vagy hogy a harcok hírét mér napokkal előre leközölték – arra voltak jók, hogy „káoszt keltsenek, és nem pontos híreket adjanak le.”. Ezeknek a híreknek a leadásáz az operatív csapat sem tudta megakadályozni.
A műveleti területet június 2-án iszlamista fegyveresek támadták meg. Ennek több sebesültje lett, és a megtámadott felkelő csapatoknak el kellett hagyniuk a területet.
Június 2-ig a felkelők nem tudtak jelentősebben előre törni. Itman külvárosaiból lövöldözésekről jöttek hírek. Ezek legfontosabb célja a Szír Hadsereg utánpótlási vonalainak a megsemmisítése volt. Eközben a Szír Légierő folytatta a légi támadásait, és a Damaszkusz–Daraa főút is a kormány kezén volt. Másnapi hírek szerint azért nem volt előző nap előrehaladás, mert kommunikációs problémák alakultak ki a Déli Front és a Hódító Hadsereg között, mert nem volt meg a megfelelő kohézió.